# 二俣新町駅
二俣新町駅（ふたまたしんまちえき）は、千葉県市川市二俣新町にある東日本旅客鉄道（JR東日本）京葉線の駅である。駅番号はJE 10。

## 概要

当駅周辺で分岐する支線

駅舎は市川市にあるが、駅舎から50m程東にある二俣川は船橋市との境界となっている。西船橋駅まで徒歩30～35分、原木中山駅まで徒歩35分程度。
なお、武蔵野線との接続の関係上、当駅で朝夕ラッシュ時の一部の電車が時間調整のため長時間停車することがある。

## 歴史
- 1988年（昭和63年）12月1日：開業。
- 2001年（平成13年）11月18日：ICカード「Suica」の利用が可能となる[広報 1]。
- 2007年（平成19年）4月1日：業務委託化[1]。

## 駅構造
島式ホーム1面2線を有する高架駅。駅舎は高架下にある。
JR東日本ステーションサービスが駅管理を受託している新浦安営業統括センター(新浦安駅)管理の業務委託駅。国道357号側に自動券売機・自動改札機・自動精算機が設置されている。

### のりば
| 番線 | 路線   | 方向 | 行先             |
| ---- | ------ | ---- | ---------------- |
| 1    | 京葉線 | 下り | 南船橋・蘇我方面 |
| 2    | 京葉線 | 上り | 新木場・東京方面 |

（出典：JR東日本:駅構内図）
- 改札口（2019年12月）
- 駅ホーム（2019年12月）
- 駅名標（2022年1月）

なお、列車運行上の番線は以下の通り。
| 運転番線 | 営業番線 | ホーム     | 東京方面着発 | 西船橋方面着発 | 蘇我方面着発 | 備考               |
| -------- | -------- | ---------- | ------------ | -------------- | ------------ | ------------------ |
| 高谷下り |          | ホームなし | 到着可       | 出発可         | 不可         | 高谷支線下り主本線 |
| 高谷上り |          | ホームなし | 出発可       | 到着可         | 不可         | 高谷支線上り主本線 |
| 1        | 1        | 10両分     | 到着可       | 不可           | 出発可       | 京葉線下り主本線   |
| 2        | 2        | 10両分     | 出発可       | 不可           | 到着可       | 京葉線上り主本線   |
| 二俣下り |          | ホームなし | 不可         | 到着可         | 出発可       | 二俣支線下り主本線 |
| 二俣上り |          | ホームなし | 不可         | 出発可         | 到着可       | 二俣支線上り主本線 |

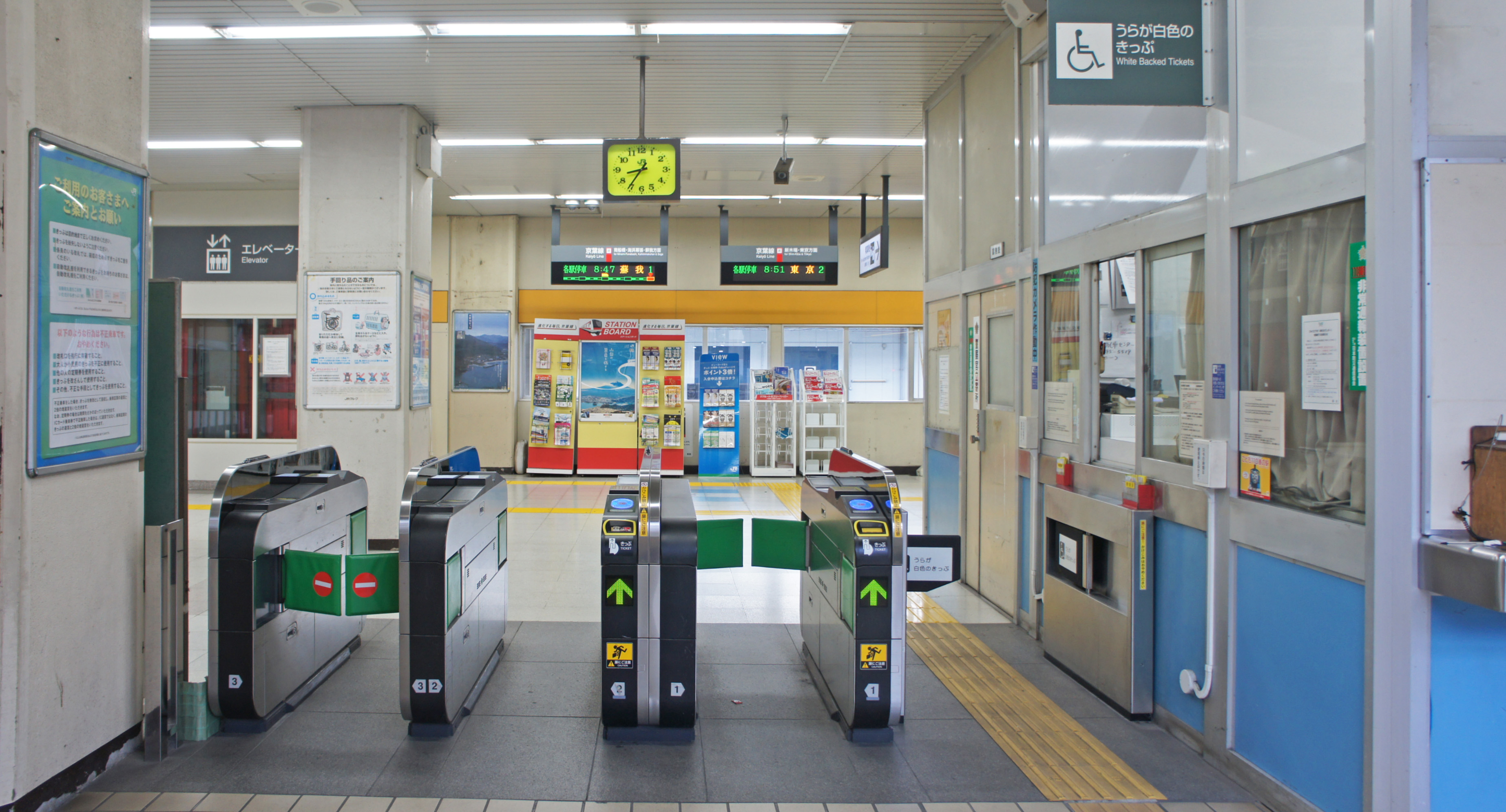
改札口（2019年12月）
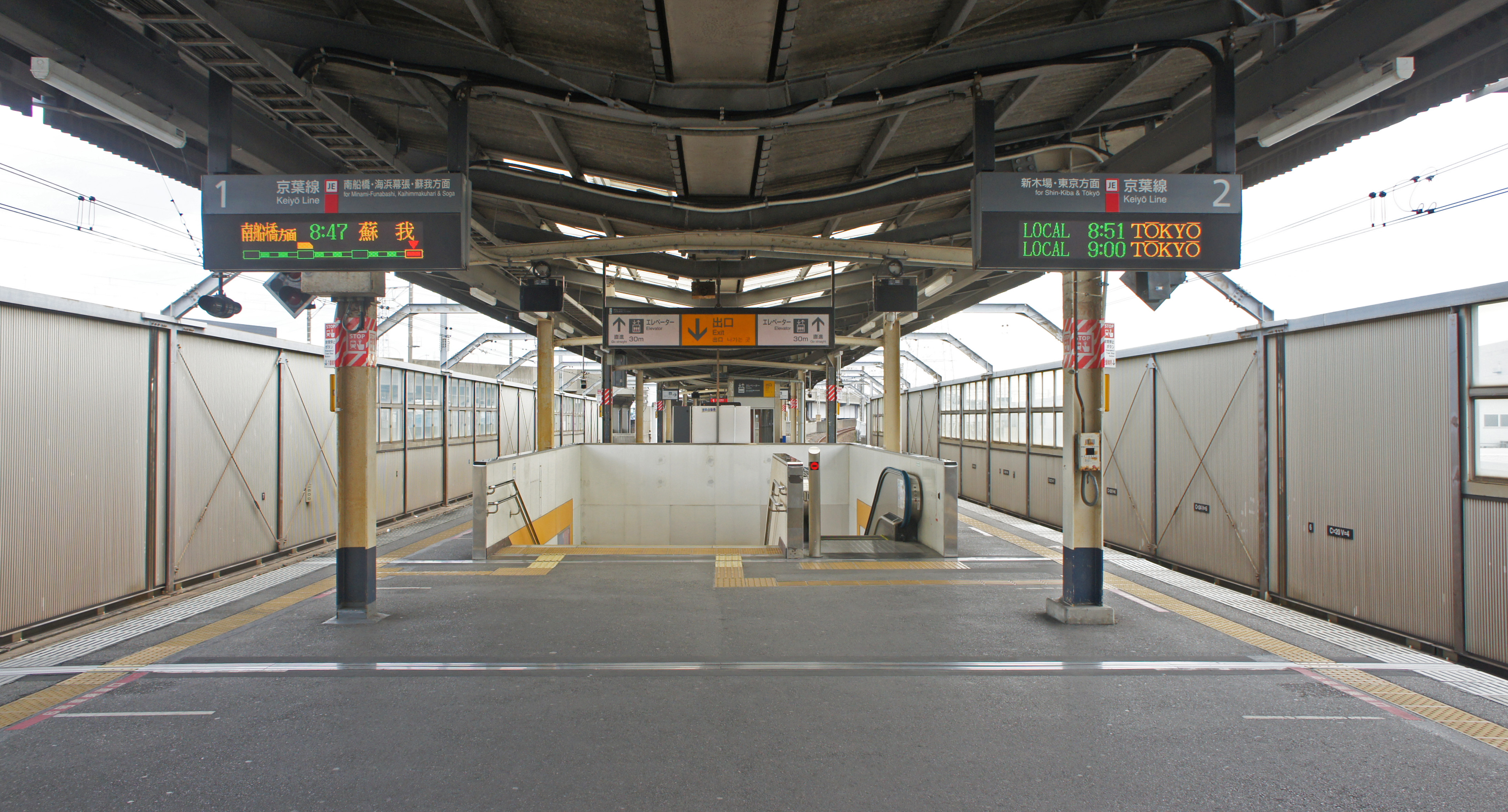
駅ホーム（2019年12月）
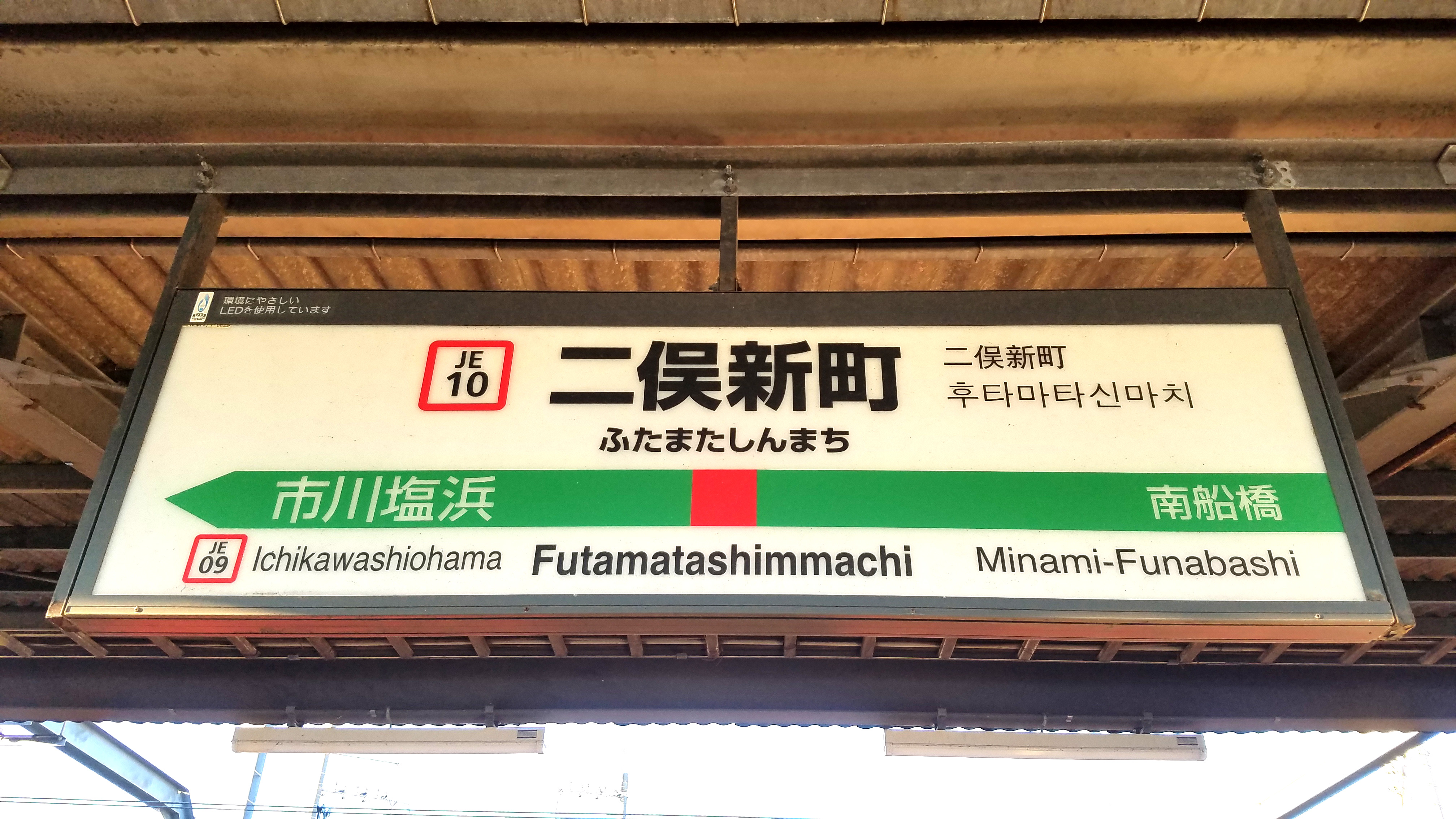
駅名標（2022年1月）

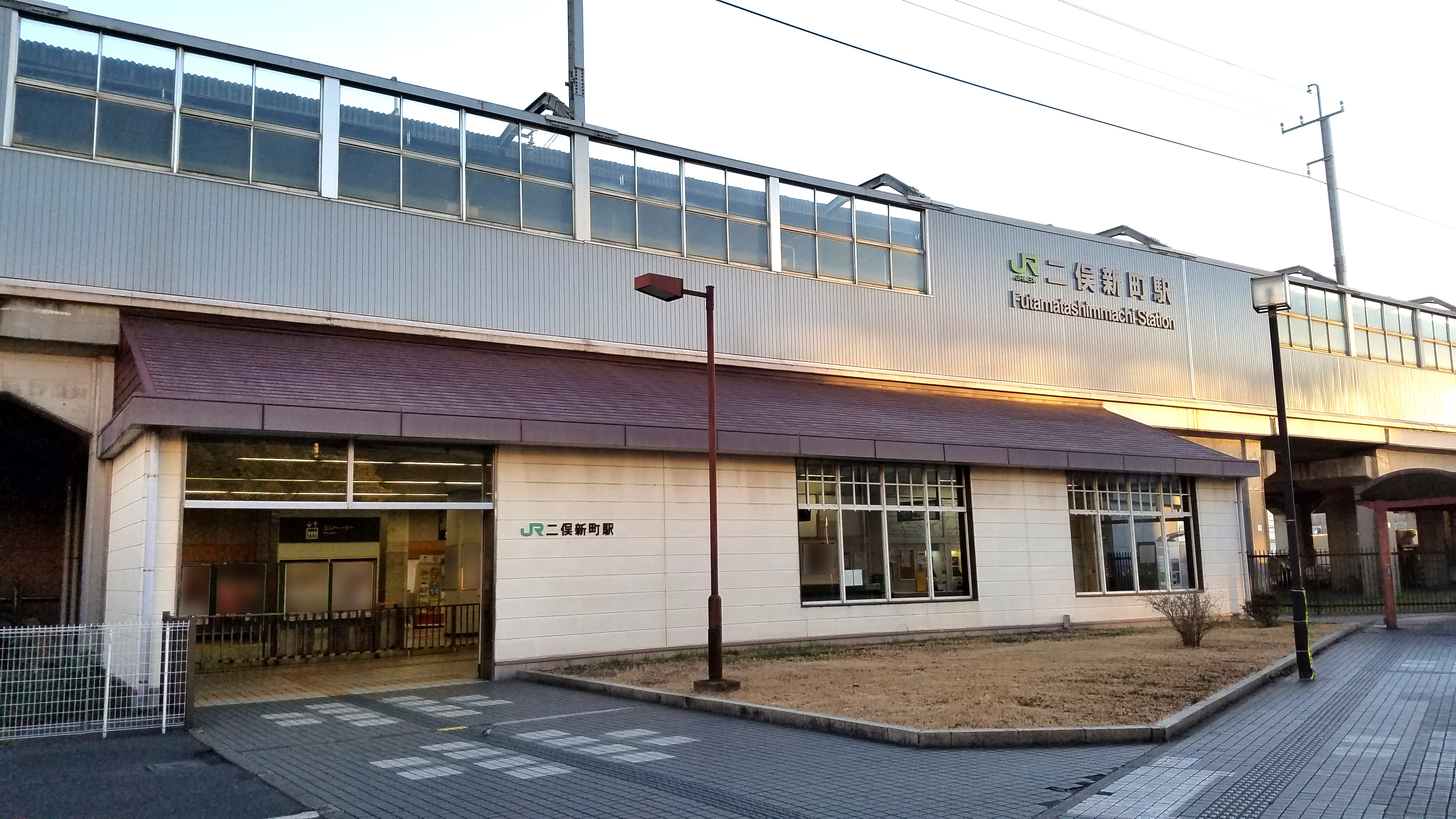
駅舎正面（2022年1月）

- 主本線を発着する場合は通過が可能。西船橋方面の高谷支線、二俣支線への分岐点も当駅構内で当駅から望める程近いがホームは無い。なお、自動放送装置を搭載している車両は、当駅到着・発車前後にポイント通過で揺れる案内の放送が流される。

（出典：祖田圭介（鉄道総合技術研究所）「武蔵野線・京葉線 建設の経緯と線路配線」『鉄道ピクトリアル』第52巻第8号（通巻720号）、電気車研究会、2002年8月1日、55頁、ISSN 0040-4047。）

## 利用状況
2023年（令和5年）度の1日平均乗車人員は5,095人で、京葉線内では最小数値である。工場や倉庫の勤務者の利用が目立つため、通勤時間帯以外の駅周辺は非常に閑散としている。
開業後の1日平均乗車人員の推移は下記の通り。
| 年度               | 1日平均 乗車人員 | 出典     |
| ------------------ | ---------------- | -------- |
| 1988年（昭和63年） | 1,028            | [ * 1 ]  |
| 1989年（平成元年） | 1,735            | [ * 2 ]  |
| 1990年（平成02年） | 2,575            | [ * 3 ]  |
| 1991年（平成03年） | 3,155            | [ * 4 ]  |
| 1992年（平成04年） | 3,428            | [ * 5 ]  |
| 1993年（平成05年） | 3,598            | [ * 6 ]  |
| 1994年（平成06年） | 3,827            | [ * 7 ]  |
| 1995年（平成07年） | 4,161            | [ * 8 ]  |
| 1996年（平成08年） | 4,273            | [ * 9 ]  |
| 1997年（平成09年） | 4,237            | [ * 10 ] |
| 1998年（平成10年） | 4,266            | [ * 11 ] |
| 1999年（平成11年） | 4,488            | [ * 12 ] |
| 2000年（平成12年） | 4,617            | [ * 13 ] |
| 2001年（平成13年） | 4,536            | [ * 14 ] |
| 2002年（平成14年） | 4,442            | [ * 15 ] |
| 2003年（平成15年） | 4,474            | [ * 16 ] |
| 2004年（平成16年） | 4,661            | [ * 17 ] |
| 2005年（平成17年） | 4,676            | [ * 18 ] |
| 2006年（平成18年） | 4,713            | [ * 19 ] |
| 2007年（平成19年） | 4,799            | [ * 20 ] |
| 2008年（平成20年） | 5,250            | [ * 21 ] |
| 2009年（平成21年） | 5,136            | [ * 22 ] |
| 2010年（平成22年） | 5,119            | [ * 23 ] |
| 2011年（平成23年） | 4,830            | [ * 24 ] |
| 2012年（平成24年） | 4,812            | [ * 25 ] |
| 2013年（平成25年） | 4,990            | [ * 26 ] |
| 2014年（平成26年） | 5,092            | [ * 27 ] |
| 2015年（平成27年） | 4,897            | [ * 28 ] |
| 2016年（平成28年） | 4,604            | [ * 29 ] |
| 2017年（平成29年） | 4,724            | [ * 30 ] |
| 2018年（平成30年） | 4,807            | [ * 31 ] |
| 2019年（令和元年） | 4,983            | [ * 32 ] |
| 2020年（令和02年） | 4,669            |          |
| 2021年（令和03年） | 4,985            |          |
| 2022年（令和04年） | 5,058            |          |
| 2023年（令和05年） | 5,095            |          |

備考
1. ↑  1988年12月1日開業。開業日から翌年3月31日までの計121日間を集計したデータ。

## 駅周辺
かつて東京エアカーゴシティターミナルがあったことから東京税関東京航空貨物出張所が残るほか、現在も航空貨物フォワーダー各社の倉庫や物流センターが多い。
防衛省二俣宿舎跡地には、2019年に東京湾岸地域最大規模の物流施設となるESR市川ディストリビューションセンターが完成。二俣宿舎は、改築・解体の計画に難航していたが、2016年頃に全住民の退去が完了した。
- 湾岸市川インターチェンジ - 東関東自動車道
- 高谷ジャンクション - 東関東自動車道・首都高速湾岸線・東京外環自動車道
- 国道357号
- 国道298号
- NTT千葉総合運動場グランド（NTTコミュニケーションズシャイニングアークスのホームグラウンド）
- 市川市立二俣小学校
- 市川市立高谷中学校
- 千葉県立市川南高等学校
- 環太平洋大学（旧東京経営短期大学）
- ふなばし三番瀬海浜公園
- 千葉海上保安部分室
- 京葉労働者福祉センター
- 船橋動物愛護指導センター
- HOTEL OPERA -YOU- 燿
- 市川市衛生処理場
- 船橋市西浦下水処理場
- 公益社団法人船橋市清美公社
- 船橋市南部清掃工場
- 津覇車輌工業船橋工場
- 佐川グローバルロジスティクス西浦
- ESR市川ディストリビューションセンター

## バス路線
二俣新道
- 京成バス千葉セントラル
  - 船61・船62・船63：京成船橋駅 / 船橋海浜公園
  - 船61・船63：丸善

駅の東側にある国道357号二俣交差点より南下した路上にて発着。「京成船橋駅」は、「船橋海浜公園」発と「丸善」発の便で発着場所が異なっている。

### 高速バス
- 桜交通（さくら高速バス）
  - 郡山駅・福島駅 / 富山駅・金沢駅 / 東岡崎駅・名古屋南 / 京都駅・天王寺駅・難波駅 / 難波駅・三宮駅

駅前に乗り場がある。

## 隣の駅
東日本旅客鉄道（JR東日本）
 京葉線
■快速
通過
■各駅停車
市川塩浜駅 (JE 09) - 二俣新町駅 (JE 10) - 南船橋駅 (JE 11)
- 当駅から西船橋駅へ向かう直通列車が存在しないため、隣の市川塩浜駅か南船橋駅で乗り換えが必要となる。

#### 広報資料・プレスリリースなど一次資料
1. ↑  “Suicaご利用可能エリアマップ（2001年11月18日当初）” (PDF).   東日本旅客鉄道. 2019年7月27日時点のオリジナルよりアーカイブ。2020年4月28日閲覧。

#### 利用状況に関する資料
1. ↑  千葉県統計年鑑 - 千葉県
2. ↑  市川市統計年鑑 - 市川市

JR東日本の2000年度以降の乗車人員
1. 1 2 3  各駅の乗車人員（2023年度） - JR東日本
2. ↑  各駅の乗車人員（2000年度） - JR東日本
3. ↑  各駅の乗車人員（2001年度） - JR東日本
4. ↑  各駅の乗車人員（2002年度） - JR東日本
5. ↑  各駅の乗車人員（2003年度） - JR東日本
6. ↑  各駅の乗車人員（2004年度） - JR東日本
7. ↑  各駅の乗車人員（2005年度） - JR東日本
8. ↑  各駅の乗車人員（2006年度） - JR東日本
9. ↑  各駅の乗車人員（2007年度） - JR東日本
10. ↑  各駅の乗車人員（2008年度） - JR東日本
11. ↑  各駅の乗車人員（2009年度） - JR東日本
12. ↑  各駅の乗車人員（2010年度） - JR東日本
13. ↑  各駅の乗車人員（2011年度） - JR東日本
14. ↑  各駅の乗車人員（2012年度） - JR東日本
15. ↑  各駅の乗車人員（2013年度） - JR東日本
16. ↑  各駅の乗車人員（2014年度） - JR東日本
17. ↑  各駅の乗車人員（2015年度） - JR東日本
18. ↑  各駅の乗車人員（2016年度） - JR東日本
19. ↑  各駅の乗車人員（2017年度） - JR東日本
20. ↑  各駅の乗車人員（2018年度） - JR東日本
21. ↑  各駅の乗車人員（2019年度） - JR東日本
22. ↑  各駅の乗車人員（2020年度） - JR東日本
23. ↑  各駅の乗車人員（2021年度） - JR東日本
24. ↑  各駅の乗車人員（2022年度） - JR東日本

千葉県統計年鑑
1. ↑  千葉県統計年鑑（平成元年）
2. ↑  千葉県統計年鑑（平成2年）
3. ↑  千葉県統計年鑑（平成3年）
4. ↑  千葉県統計年鑑（平成4年）
5. ↑  千葉県統計年鑑（平成5年）
6. ↑  千葉県統計年鑑（平成6年）
7. ↑  千葉県統計年鑑（平成7年）
8. ↑  千葉県統計年鑑（平成8年）
9. ↑  千葉県統計年鑑（平成9年）
10. ↑  千葉県統計年鑑（平成10年）
11. ↑  千葉県統計年鑑（平成11年）
12. ↑  千葉県統計年鑑（平成12年）
13. ↑  千葉県統計年鑑（平成13年）
14. ↑  千葉県統計年鑑（平成14年）
15. ↑  千葉県統計年鑑（平成15年）
16. ↑  千葉県統計年鑑（平成16年）
17. ↑  千葉県統計年鑑（平成17年）
18. ↑  千葉県統計年鑑（平成18年）
19. ↑  千葉県統計年鑑（平成19年）
20. ↑  千葉県統計年鑑（平成20年）
21. ↑  千葉県統計年鑑（平成21年）
22. ↑  千葉県統計年鑑（平成22年）
23. ↑  千葉県統計年鑑（平成23年）
24. ↑  千葉県統計年鑑（平成24年）
25. ↑  千葉県統計年鑑（平成25年）
26. ↑  千葉県統計年鑑（平成26年）
27. ↑  千葉県統計年鑑（平成27年）
28. ↑  千葉県統計年鑑（平成28年）
29. ↑  千葉県統計年鑑（平成29年）
30. ↑  千葉県統計年鑑（平成30年）
31. ↑  千葉県統計年鑑（令和元年）
32. ↑  千葉県統計年鑑（令和2年）